# Gran Premio de Indonesia de Motociclismo de 2022
El Gran Premio de Indonesia de 2022, (oficialmente Pertamina Grand Prix of Indonesia ), fue la segunda prueba del Campeonato del Mundo de Motociclismo de 2022. Tuvo lugar en el fin de semana del 18 al 20 de marzo de 2022 en el Circuito Urbano Internacional de Mandalika, situado en la isla de Lombok, provincia de Islas menores de la Sonda occidentales, Indonesia.
La carrera de MotoGP fue ganada por Miguel Oliveira, seguido de Fabio Quartararo y Johann Zarco. Somkiat Chantra fue el ganador de la prueba de Moto2, por delante de Celestino Vietti y Arón Canet. La carrera de Moto3 fue ganada por Dennis Foggia, Izan Guevara fue segundo y Carlos Tatay tercero.

## Resultados

### Resultados MotoGP
| Pos.    | N.º | Piloto                | Equipo                       | Constructor | Vueltas | Tiempo    | Parrilla | Puntos |
| ------- | --- | --------------------- | ---------------------------- | ----------- | ------- | --------- | -------- | ------ |
| 1       | 88  | Miguel Oliveira       | Red Bull KTM Factory Racing  | KTM         | 20      | 33:27.223 | 7        | 25     |
| 2       | 20  | Fabio Quartararo      | Monster Energy Yamaha MotoGP | Yamaha      | 20      | +2.205    | 1        | 20     |
| 3       | 5   | Johann Zarco          | Pramac Racing                | Ducati      | 20      | +3.158    | 3        | 16     |
| 4       | 43  | Jack Miller           | Ducati Lenovo Team           | Ducati      | 20      | +5.663    | 9        | 13     |
| 5       | 42  | Álex Rins             | Team Suzuki Ecstar           | Suzuki      | 20      | +7.044    | 8        | 11     |
| 6       | 36  | Joan Mir              | Team Suzuki Ecstar           | Suzuki      | 20      | +7.832    | 17       | 10     |
| 7       | 21  | Franco Morbidelli     | Monster Energy Yamaha MotoGP | Yamaha      | 20      | +21.115   | 14       | 9      |
| 8       | 33  | Brad Binder           | Red Bull KTM Factory Racing  | KTM         | 20      | +32.413   | 4        | 8      |
| 9       | 41  | Aleix Espargaró       | Aprilia Racing               | Aprilia     | 20      | +32.586   | 10       | 7      |
| 10      | 40  | Darryn Binder         | WithU Yamaha RNF MotoGP Team | Yamaha      | 20      | +32.901   | 22       | 6      |
| 11      | 23  | Enea Bastianini       | Gresini Racing MotoGP        | Ducati      | 20      | +33.116   | 5        | 5      |
| 12      | 44  | Pol Espargaró         | Repsol Honda Team            | Honda       | 20      | +33.599   | 15       | 4      |
| 13      | 73  | Álex Márquez          | LCR Honda Castrol            | Honda       | 20      | +33.735   | 18       | 3      |
| 14      | 10  | Luca Marini           | Mooney VR46 Racing Team      | Ducati      | 20      | +34.991   | 12       | 2      |
| 15      | 63  | Francesco Bagnaia     | Ducati Lenovo Team           | Ducati      | 20      | +35.763   | 6        | 1      |
| 16      | 12  | Maverick Viñales      | Aprilia Racing               | Aprilia     | 20      | +37.397   | 19       |        |
| 17      | 25  | Raúl Fernández        | Tech 3 KTM Factory Racing    | KTM         | 20      | +41.975   | 20       |        |
| 18      | 49  | Fabio Di Giannantonio | Gresini Racing MotoGP        | Ducati      | 20      | +47.915   | 11       |        |
| 19      | 30  | Takaaki Nakagami      | LCR Honda Idemitsu           | Honda       | 20      | +49.471   | 23       |        |
| 20      | 72  | Marco Bezzecchi       | Mooney VR46 Racing Team      | Ducati      | 20      | +49.473   | 13       |        |
| 21      | 87  | Remy Gardner          | Tech 3 KTM Factory Racing    | KTM         | 20      | +55.964   | 21       |        |
| Ret     | 89  | Jorge Martín          | Pramac Racing                | Ducati      | 7       | Caída     | 2        |        |
| Ret     | 04  | Andrea Dovizioso      | WithU Yamaha RNF MotoGP Team | Yamaha      | 6       | Retirado  | 16       |        |
| DNS     | 93  | Marc Márquez          | Repsol Honda Team            | Honda       |         | No corrió |          |        |
| 1.      |     |                       |                              |             |         |           |          |        |
| Fuente: |     |                       |                              |             |         |           |          |        |

### Resultados Moto2
| Pos.    | N.º | Piloto                  | Constructor | Vueltas | Tiempo    | Parrilla | Puntos |
| ------- | --- | ----------------------- | ----------- | ------- | --------- | -------- | ------ |
| 1       | 35  | Somkiat Chantra         | Kalex       | 16      | 25:40.876 | 4        | 25     |
| 2       | 13  | Celestino Vietti        | Kalex       | 16      | +3.230    | 7        | 20     |
| 3       | 40  | Arón Canet              | Kalex       | 16      | +4.366    | 13       | 16     |
| 4       | 22  | Sam Lowes               | Kalex       | 16      | +7.918    | 3        | 13     |
| 5       | 37  | Augusto Fernández       | Kalex       | 16      | +12.228   | 2        | 11     |
| 6       | 79  | Ai Ogura                | Kalex       | 16      | +12.384   | 20       | 10     |
| 7       | 54  | Fermín Aldeguer         | Boscoscuro  | 16      | +12.696   | 12       | 9      |
| 8       | 14  | Tony Arbolino           | Kalex       | 16      | +14.547   | 8        | 8      |
| 9       | 51  | Pedro Acosta            | Kalex       | 16      | +17.786   | 10       | 7      |
| 10      | 75  | Albert Arenas           | Kalex       | 16      | +18.327   | 6        | 6      |
| 11      | 16  | Joe Roberts             | Kalex       | 16      | +18.509   | 19       | 5      |
| 12      | 6   | Cameron Beaubier        | Kalex       | 16      | +18.566   | 11       | 4      |
| 13      | 9   | Jorge Navarro           | Kalex       | 16      | +19.711   | 18       | 3      |
| 14      | 52  | Jeremy Alcoba           | Kalex       | 16      | +19.960   | 15       | 2      |
| 15      | 64  | Bo Bendsneyder          | Kalex       | 16      | +20.551   | 5        | 1      |
| 16      | 23  | Marcel Schrötter        | Kalex       | 16      | +23.047   | 21       |        |
| 17      | 42  | Marcos Ramírez          | MV Agusta   | 16      | +23.218   | 14       |        |
| 18      | 18  | Manuel González         | Kalex       | 16      | +24.179   | 17       |        |
| 19      | 5   | Romano Fenati           | Boscoscuro  | 16      | +25.133   | 16       |        |
| 20      | 19  | Lorenzo Dalla Porta     | Kalex       | 16      | +26.954   | 26       |        |
| 21      | 12  | Filip Salač             | Kalex       | 16      | +27.678   | 22       |        |
| 22      | 2   | Gabriel Rodrigo         | Kalex       | 16      | +29.548   | 23       |        |
| 23      | 84  | Zonta van den Goorbergh | Kalex       | 16      | +31.773   | 24       |        |
| 24      | 61  | Alessandro Zaccone      | Kalex       | 16      | +32.436   | 28       |        |
| 25      | 28  | Niccolò Antonelli       | Kalex       | 16      | +33.974   | 27       |        |
| Ret     | 4   | Sean Dylan Kelly        | Kalex       | 13      | Retirado  | 29       |        |
| Ret     | 96  | Jake Dixon              | Kalex       | 12      | Retirado  | 1        |        |
| Ret     | 81  | Keminth Kubo            | Kalex       | 7       | Caída     | 25       |        |
| Ret     | 24  | Simone Corsi            | MV Agusta   | 4       | Caída     | 9        |        |
| DNS     | 7   | Barry Baltus            | Kalex       |         | No corrió |          |        |
| Fuente: |     |                         |             |         |           |          |        |

### Resultados Moto3
| Pos.    | N.º | Piloto           | Constructor | Vueltas | Tiempo    | Parrilla | Puntos |
| ------- | --- | ---------------- | ----------- | ------- | --------- | -------- | ------ |
| 1       | 7   | Dennis Foggia    | Honda       | 23      | 38:51.668 | 6        | 25     |
| 2       | 28  | Izan Guevara     | Gas Gas     | 23      | +2.612    | 8        | 20     |
| 3       | 99  | Carlos Tatay     | CFMoto      | 23      | +3.639    | 1        | 16     |
| 4       | 11  | Sergio García    | Gas Gas     | 23      | +3.759    | 7        | 13     |
| 5       | 53  | Deniz Öncü       | KTM         | 23      | +3.870    | 9        | 11     |
| 6       | 43  | Xavier Artigas   | CFMoto      | 23      | +4.962    | 4        | 10     |
| 7       | 5   | Jaume Masià      | KTM         | 23      | +5.289    | 11       | 9      |
| 8       | 23  | Elia Bartolini   | KTM         | 23      | +5.405    | 13       | 8      |
| 9       | 96  | Daniel Holgado   | KTM         | 23      | +5.533    | 19       | 7      |
| 10      | 24  | Tatsuki Suzuki   | Honda       | 23      | +5.687    | 20       | 6      |
| 11      | 6   | Ryusei Yamanaka  | KTM         | 23      | +16.286   | 25       | 5      |
| 12      | 27  | Kaito Toba       | KTM         | 23      | +16.921   | 28       | 4      |
| 13      | 19  | Scott Ogden      | Honda       | 23      | +17.257   | 18       | 3      |
| 14      | 64  | Mario Aji        | Honda       | 23      | +24.626   | 3        | 2      |
| 15      | 18  | Matteo Bertelle  | KTM         | 23      | +24.809   | 16       | 1      |
| 16      | 20  | Lorenzo Fellon   | Honda       | 23      | +31.522   | 23       |        |
| 17      | 54  | Riccardo Rossi   | Honda       | 23      | +31.628   | 5        |        |
| 18      | 66  | Joel Kelso       | KTM         | 23      | +32.204   | 22       |        |
| 19      | 22  | Ana Carrasco     | KTM         | 23      | +41.202   | 24       |        |
| 20      | 70  | Joshua Whatley   | Honda       | 23      | +48.013   | 27       |        |
| 21      | 87  | Gerard Riu       | KTM         | 23      | +48.090   | 26       |        |
| Ret     | 71  | Ayumu Sasaki     | Husqvarna   | 22      | Caída     | 10       |        |
| Ret     | 16  | Andrea Migno     | Honda       | 22      | Caída     | 15       |        |
| Ret     | 82  | Stefano Nepa     | KTM         | 22      | Caída     | 21       |        |
| Ret     | 67  | Alberto Surra    | Honda       | 17      | Retirado  | 12       |        |
| Ret     | 31  | Adrián Fernández | KTM         | 10      | Retirado  | 17       |        |
| Ret     | 10  | Diogo Moreira    | KTM         | 8       | Retirado  | 2        |        |
| Ret     | 48  | Iván Ortolá      | KTM         | 7       | Retirado  | 14       |        |
| Fuente: |     |                  |             |         |           |          |        |